# Duché d'Anhalt
Pour les articles homonymes, voir Anhalt.
 (janvier 2024).
Si vous disposez d'ouvrages ou d'articles de référence ou si vous connaissez des sites web de qualité traitant du thème abordé ici, merci de compléter l'article en donnant les références utiles à sa vérifiabilité et en les liant à la section « Notes et références ».
1212–1918
Entités précédentes :
- Duché de Saxe

Entités suivantes :
- État libre d'Anhalt

La principauté d'Anhalt était un des États du Saint-Empire romain, situé en Allemagne centrale. Elle est levée par la maison d'Anhalt sur le territoire de l'ancien duché ethnique de Saxe en 1212, puis elle se divisa en une pluralité de petits États. En 1806, Napoléon Ier éleva les États d'Anhalt-Bernbourg, Anhalt-Dessau et Anhalt-Köthen en duchés qui sont devenus membres de la confédération du Rhin, puis de la Confédération germanique.
En raison de l'extinction des branches de Köthen et de Bernbourg, ces duchés furent réunis en 1863 pour former un Anhalt uni avec la capitale à Dessau. Le duché d'Anhalt devint un État fédéré de la confédération de l'Allemagne du Nord et, en 1871, de l'Empire allemand. Après la Première Guerre mondiale, l'État libre d'Anhalt devint un land de la république de Weimar. Il forme aujourd'hui une partie du land de Saxe-Anhalt.

## Histoire

### Origines

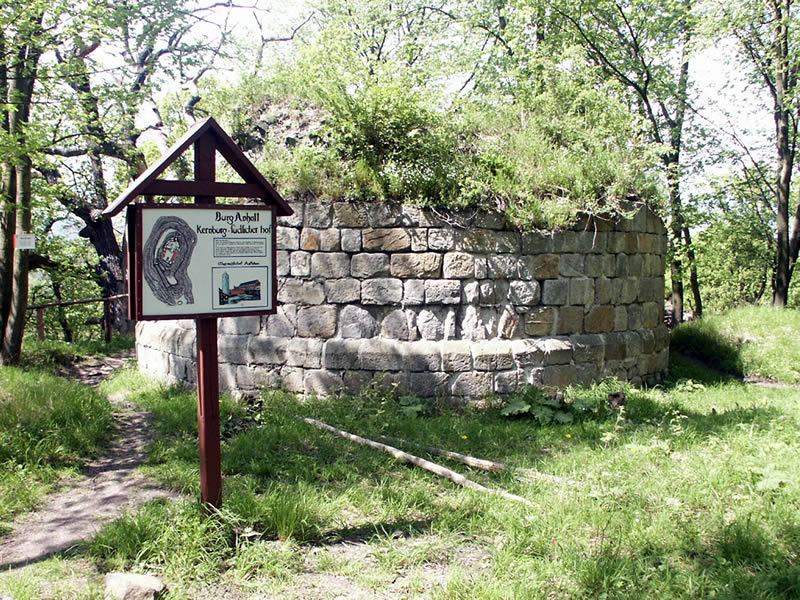
Les ruines du donjon du vieux.

À partir du IXe siècle, la plus grande partie de l'Anhalt était comprise dans la région orientale (« Ostphalie ») du duché de Saxe, et passa sous la souveraineté du comte Esico de Ballenstedt (mort vers 1060), un progéniteur de la maison d'Ascanie. Par sa mère, une fille du margrave Odo Ier, il avait hérité des territoires étendus dans la marche de l'Est saxonne au-delà de la Saale – correspondant à l'État d'Anhalt ultérieur. Son fils était Adalbert II (mort 1080), participant à la révolte des Saxons contre le roi Henri IV.
Le fils aîné d'Adalbert et de son épouse Adélaïde de Weimar-Orlamünde était Othon le Riche, qui succède à son père dans la comté de Ballenstedt et apparaît faire construire le vieux château d'Anhalt, situé dans la forêt du Harz près de la ville de Harzgerode et dont il ne reste que des ruines. Il a épousé Eilika, la fille cadette du duc Magnus Ier de Saxe, et était lui-même nommé duc de Saxe pour une brève période en 1112.
Othon fut le père d'Albert l'Ours, par lequel la marche de Brandebourg fut fondée sous le règne de la maison d'Ascanie et dans la suite fut unie à l'Anhalt. À la mort d'Albert en 1170, son fils Bernard devint comte de Ballenstedt et après la destitution du Henri le Lion en 1180 reçut le titre de duc de Saxe. Bernard mourut en 1212 et sa propriété est répartie : le comté de Ballenstedt passa à son fils Henri Ier, tandis que le titre de duc de Saxe échoit à son frère Albert.

### Princes d’Anhalt
Le comte Henri Ier fut le premier à avoir porté le titre de « prince d'Anhalt » et fut le vrai fondateur de cette branche cadette des Ascaniens. À sa mort en 1252, ses trois fils se partagèrent la principauté et fondèrent respectivement trois lignées nommées d'après leurs résidences aux châteaux d'Aschersleben (Ascharia), de Bernbourg et de Zerbst : 

Les États d'Anhalt après la première division en 1252.

- La lignée d'Anhalt-Aschersleben, descendants du prince Henri II. La branche s'éteignit à la mort de son petit-fils Othon Ier en 1315 après quoi son territoire fut incorporé dans l'évêché de Halberstadt.
- La lignée d'Anhalt-Bernbourg, descendants du prince Bernard Ier. Cette branche s'éteignit à la mort du prince Bernard VI d'Anhalt-Bernbourg en 1468, ses terres furent récupérées par son parent Georges Ier d'Anhalt-Dessau.
- La lignée d'Anhalt-Zerbst, descendants du prince Siegfried Ier. En 1396, cette principauté a été repartie entre les fils de Jean II d'Anhalt-Zerbst :
  - Sigismond Ier, le premier prince d'Anhalt-Dessau ;
  - Albert IV, le premier prince d'Anhalt-Köthen.

Après l'acquisition d'Anhalt-Bernbourg et la conclusion d'un pacte de succession avec son cousin Adolphe Ier d'Anhalt-Köthen, dont les fils choisissent de se consacrer à la vie religieuse, le prince Georges Ier d'Anhalt-Dessau redivisa ses domaines entre ses quatre fils. Au début du XVIe siècle, à la suite de décès ou d'abdications de plusieurs princes, la famille se retrouva réduite à deux branches d'Anhalt-Köthen et d'Anhalt-Dessau, issues toutes deux de celle d'Anhalt-Dessau en 1471.
Wolfgang, prince d'Anhalt-Köthen en 1508, adhéra à la Réforme, et après la bataille de Muehlberg en 1547, fut mis au ban de l'Empire et privé de ses terres par l'empereur Charles Quint. Après la paix de Passau en 1552, il revint dans ses États, mais n'ayant pas de descendance, il les donna aux princes d'Anhalt-Dessau. Ernest Ier d'Anhalt-Dessau (mort en 1516) laissa trois fils, Jean II, Georges III, et Joachim, qui régnèrent ensemble. Ils favorisèrent les doctrines réformées qui devinrent prédominantes en Anhalt avec l'appui de théologiens tels que Markus Friedrich Wendelin. Vers 1546 les trois frères divisèrent leur principauté et fondèrent les lignées de Zerbst, Plötzkau et Dessau. Cette division ne fut que temporaire, et Joachim Ernest, un fils de Jean II, réunifia Anhalt à son profit en 1570.
Cette première union fut courte et, en 1603, Anhalt fut divisée en micro-États entre les cinq fils de Joachim Ernest : Anhalt-Dessau, Anhalt-Bernbourg, Anhalt-Köthen, Anhalt-Zerbst et Anhalt-Plötzkau.
La branche Anhalt-Köthen s'éteignit en 1665 : Lebrecht d'Anhalt-Plötzkau en hérita et, en rendant Plötzkau à Bernbourg, il prit le titre d'Anhalt-Köthen. La même année, les princes d'Anhalt décidèrent qu'à la mort d'un des leurs, ses terres devraient être partagées équitablement entre les survivants. Cet accord s'appliqua à la mort de Frédéric-Auguste d'Anhalt-Zerbst en 1793. De plus amples divisions furent alors évitées par l'établissement de la règle de la primogéniture dans toutes les branches restantes.
Nota : le plus célèbre des membres de la famille d'Anhalt-Zerbst est certainement la princesse Sophie qui régna sur l'empire russe de 1763 à 1796, sous le nom de Catherine II.

### Les duchés duXIXesiècle

Carte du duché d'Anhalt réunifié.

L'Anhalt uni était enclavé dans la Prusse et borné au nord par la province de Brandebourg, à l'ouest par la province de Saxe et le duché de Brunswick, au sud par le royaume de Saxe. Il était composé de deux parties (Anhalt oriental et occidental) et de cinq enclaves en province de Saxe : Alsleben, Muhlingen, Dornburg, Goednitz et Tilkerode-Abberode.
- L'Anhalt oriental était la plus grosse partie, et était englobé dans les districts prussiens de Potsdam (province de Brandebourg), Magdebourg et Mersebourg (province de Saxe)
- L'Anhalt occidental (le Haut-Anhalt) était également englobé par ces deux derniers districts, et dans le duché de Brunswick-Lunebourg.

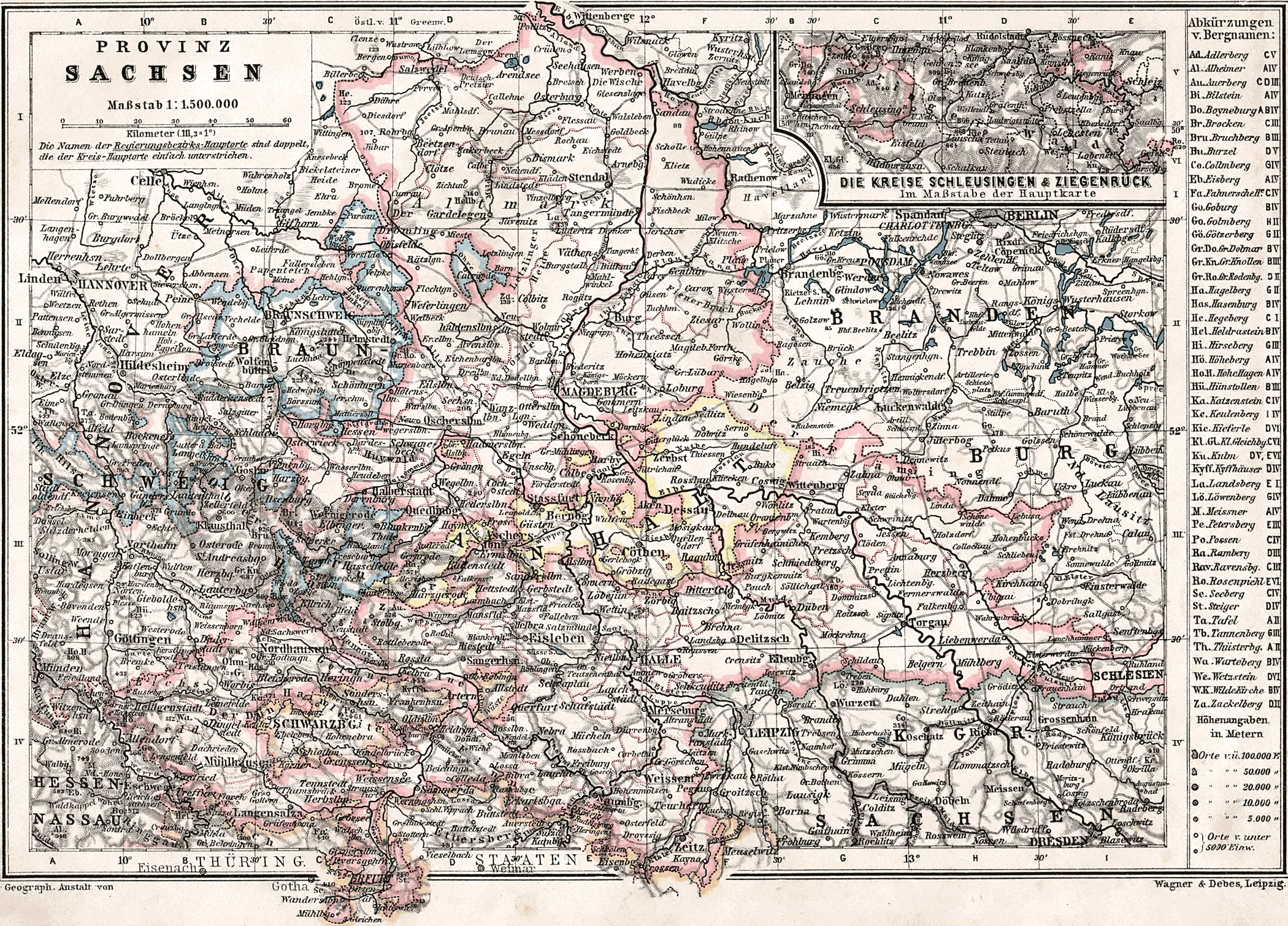
Le duché d'Anhalt en 1905.

En 1918, le dernier duc régnant Joachim-Ernest abdiqua, et Anhalt devint un land de la république de Weimar. Après la Seconde Guerre mondiale, elle fut réunie à la province de Saxe pour former le land de Saxe-Anhalt. Dissous en 1952, ce land fut rétabli à la réunification de l'Allemagne.

#### Structure administrative
Le duché d'Anhalt, à partir de 1863, est organisée en six arrondissements:
- Arrondissement de Ballenstedt (de)
- Arrondissement de Bernbourg (de)
- Arrondissement de Dessau (de)
- Arrondissement de Köthen (de)
- Arrondissement de Zerbst (de)

#### Liste des ducs et prétendants au trône d'Anhalt

##### Liste des ducs d'Anhalt
- 30 juillet 1863-22 mai 1871 : Léopold IV
- 22 mai 1871-24 janvier 1904 : Frédéric Ier
- 24 janvier 1904-22 avril 1918 : Frédéric II
- 22 avril 1918-13 septembre 1918 : Édouard Ier
- 13 septembre 1918-12 novembre 1918 : Joachim-Ernest

##### Liste des prétendants au trône d'Anhalt
- 12 novembre 1918-18 février 1947 : Joachim-Ernest
- 18 février 1947-9 octobre 1963 : Frédéric III
- Depuis le 9 octobre 1963 : Édouard II

### Liste des ministres d'État
- 1863-1868 : Karl Friedrich Ferdinand Sintenis (de)
- 1868-1875 : Alfred von Larisch
- 1875-1892 : Anton von Krosigk
- 1892-1903 : Kurt von Koseritz (de)
- 1903-1909 : Johann von Dallwitz
- 1910-1918 : Ernst von Laue
- 1918 : Max Gutknecht (de)

## Hommage
- (6120) Anhalt, astéroïde nommé en mémoire.